# Nigel Robertha
Nigel Robertha (Vlaardingen, 13 febbraio 1998) è un calciatore olandese, attaccante dello Spartak Subotica.

## Carriera

### Club

#### Feyenoord
Cresciuto nel settore giovanile del Feyenoord, ha firmato il suo contratto da calciatore professionista con il club il 25 giugno 2015. Ha esordito in prima squadra il 1º maggio 2016, quando il tecnico Giovanni van Bronckhorst decide di mandarlo in campo al minuto '71 in sostituzione di Anass Achahbar nella vittoria per 1-0 contro il Willem II in Eredivisie. Verso la fine della stagione, ha anche giocato un'amichevole con il Feyenoord, quella vinta per 10-0 contro il VV Lyra, dove ha realizzato la sua prima rete. L'8 luglio, è stato confermato che era uno dei cinque calciatori promossi in prima squadra. A causa di uno strappo al tendine del ginocchio, nella seconda stagione non ha trovato spazio in squadra.

#### Cambuur
Il 5 luglio 2017, dopo essere rimasto svincolato, ha firmato un contratto triennale con il Cambuur, formazione militante in Eerste Divisie. Ha esordito con il nuovo club il 18 agosto, entrando dalla panchina nella sconfitta per 2-1 contro il Jong Ajax. Il mese successivo, ha realizzato la sua prima rete da professionista nella vittoria per 5-1 contro l'Helmond Sport in Coppa dei Paesi Bassi. Segna le sue prime reti in campionato il 12 gennaio 2018, realizzando una doppietta che ha contribuito alla vittoria per 3-2 contro il De Graafschap.

#### Levski Sofia
Il 24 luglio 2019, firma un contratto triennale con i bulgari del Levski Sofia. Il 3 marzo 2021, realizza la sua prima tripletta con il club nella vittoria per 3-1 contro il Beroe negli ottavi di finale della Coppa di Bulgaria.

#### D.C. United
Il 25 marzo 2021, si trasferisce in MLS al D.C. United, firmando un contratto valido fino al 2023, con l'opzione di estenderlo per un altro anno. Il 17 aprile 2021, ha esordito nella vittoria per 2-1 contro il New York City.

### Nazionale
Nato nei Paesi Bassi, ha giocato con le nazionali giovanili olandesi, dall'Under-15 all'Under-18, ma è convocabile anche dalla nazionale di Curaçao per via delle sue origini.

## Statistiche

### Presenze e reti nei club
Statistiche aggiornate al 20 maggio 2021.
| Stagione            | Squadra             | Campionato          | Campionato | Campionato | Coppe nazionali | Coppe nazionali | Coppe nazionali | Coppe continentali | Coppe continentali | Coppe continentali | Altre coppe | Altre coppe | Altre coppe | Totale | Totale |
| Stagione            | Squadra             | Comp                | Pres       | Reti       | Comp            | Pres            | Reti            | Comp               | Pres               | Reti               | Comp        | Pres        | Reti        | Pres   | Reti   |
| ------------------- | ------------------- | ------------------- | ---------- | ---------- | --------------- | --------------- | --------------- | ------------------ | ------------------ | ------------------ | ----------- | ----------- | ----------- | ------ | ------ |
| mag. 2016           | Feyenoord           | ED                  | 1          | 0          |                 | -               | -               |                    | -                  | -                  |             | -           | -           | 1      | 0      |
| 2016-2017           | Feyenoord           | ED                  | 0          | 0          |                 | -               | -               |                    | -                  | -                  |             | -           | -           | 0      | 0      |
| Totale Feyenoord    | Totale Feyenoord    | Totale Feyenoord    | 1          | 0          |                 | -               | -               |                    | -                  | -                  |             | -           | -           | 1      | 0      |
| 2017-2018           | Cambuur             | 1D                  | 12         | 5          | CO              | 4               | 2               |                    | -                  | -                  |             | -           | -           | 16     | 7      |
| 2018-2019           | Cambuur             | 1D                  | 30         | 7          | CO              | 2               | 1               |                    | -                  | -                  |             | -           | -           | 32     | 8      |
| Totale Cambuur      | Totale Cambuur      | Totale Cambuur      | 42         | 12         |                 | 6               | 3               |                    | -                  | -                  |             | -           | -           | 48     | 15     |
| 2019-2020           | Levski Sofia        | 1L                  | 19         | 11         | CB              | 4               | 0               | UEL                | 1                  | 0                  |             | -           | -           | 24     | 11     |
| 2020-2021           | Levski Sofia        | 1L                  | 19         | 6          | CB              | 2               | 3               |                    | -                  | -                  |             | -           | -           | 21     | 9      |
| Totale Levski Sofia | Totale Levski Sofia | Totale Levski Sofia | 38         | 17         |                 | 6               | 3               |                    | 1                  | 0                  |             | -           | -           | 45     | 20     |
| 2021                | D.C. United         | MLS                 | 2          | 0          |                 | -               | -               |                    | -                  | -                  |             | -           | -           | 2      | 0      |
| Totale carriera     | Totale carriera     | Totale carriera     | 83         | 29         |                 | 12              | 6               |                    | 1                  | 0                  |             | -           | -           | 96     | 35     |